# エゾカワラナデシコ
エゾカワラナデシコ（蝦夷河原撫子）は、ナデシコ科ナデシコ属の1種。学名はDianthus superbus L. var. superbus。
北海道、本州中部以北、ユーラシア中部以北に分布する多年草。花期は 6 - 9 月で、茎の基部に、先が尾状に急に細くなる苞が 2 対あり、その下部の 1 対は大きい。がく片の長さは 2 - 3センチメートル (cm) となる。
種子には薬効があり、カワラナデシコと同様に消炎、利尿、通経作用がある。民間療法では、種子8グラムを水400 ccで半量になるまで煎じて、1日3回に分けて服用する用法が知られるが、妊婦へは使用禁忌とされる。
変種
- カワラナデシコ Dianthus superbus  L. var. longicalycinus  (Maxim.) Williams は苞が 3 - 4 対あり、がく片が 3 - 4 cmと長いところが本種とは異なる[2]。